# Tiranimia epidolella
Tiranimia epidolella är en fjärilsart som beskrevs av Pierre Chrétien 1915. Tiranimia epidolella ingår i släktet Tiranimia och familjen stävmalar. Inga underarter finns listade i Catalogue of Life.